# 常寂光寺

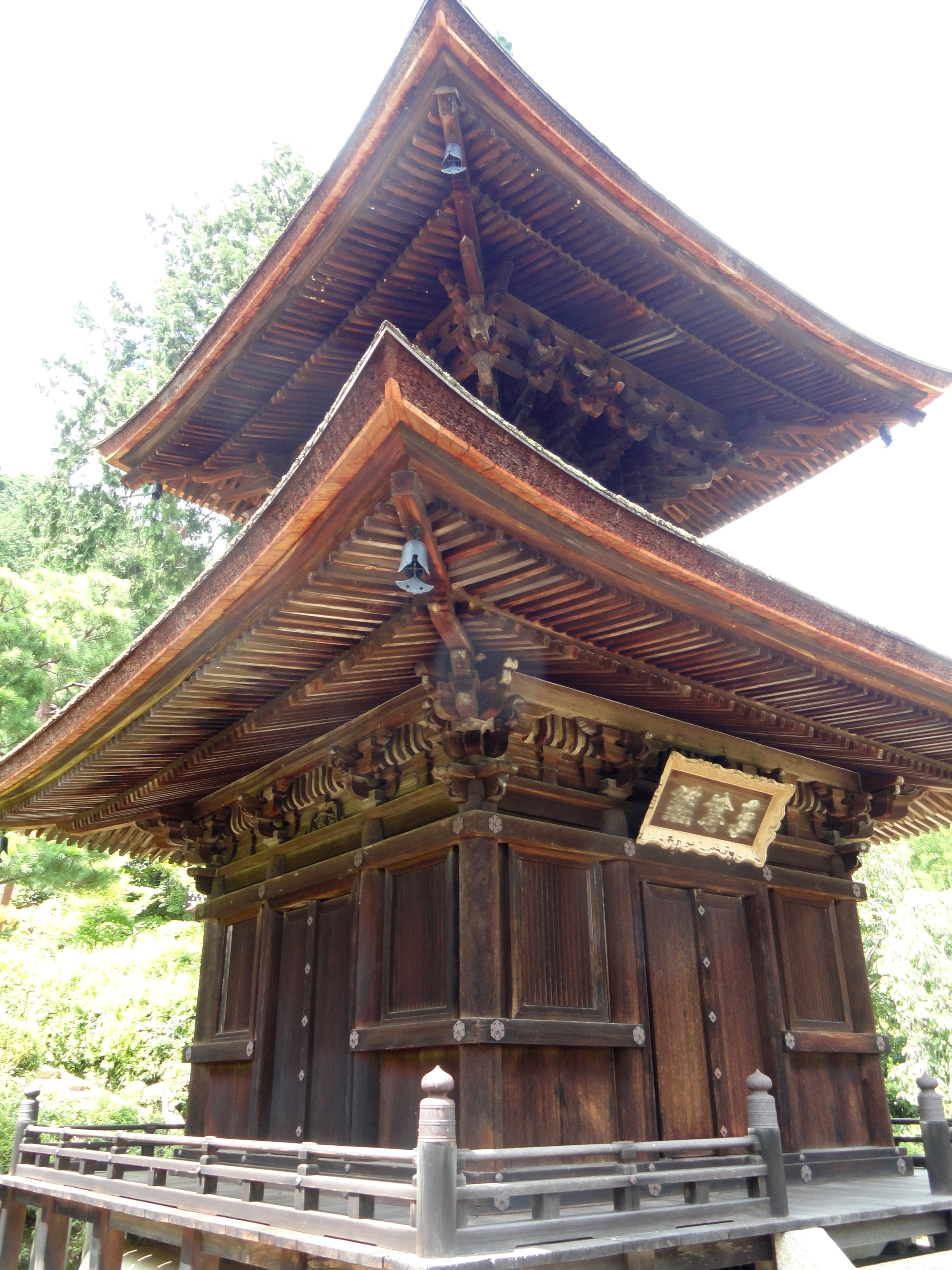
多宝塔

常寂光寺（じょうじゃっこうじ）は、京都市右京区嵯峨小倉山小倉町にある日蓮宗の寺院。山号は小倉山。本尊は十界大曼荼羅。旧本山は、大本山本圀寺（六条門流）。百人一首で詠まれる小倉山の中腹の斜面にあって境内からは嵯峨野を一望でき、境内の庭園には200余本のカエデが植えられており、秋は全山紅葉に包まれる。

## 歴史
平安時代に藤原定家の小倉山荘「時雨亭」があったと伝わる地である。
安土桃山時代末の文禄5年（1596年）に小笠原秀政の母で日野輝資の養女である延壽院が開基となり、日蓮宗大本山本圀寺第16世の日禎が隠棲の地として当山を開いた。その常寂光土のような風情から常寂光寺の寺号が付けられたとされる。
歌人でもある日禎に小倉山の麓の土地を寄進したのは角倉了以とその従兄弟の角倉栄可である。境内は第2世の日韶（日野輝資の子）の時代に小早川秀秋らの助力を得て、整備が行われた。

## 境内
- 本堂 - 慶長年間（1596年 - 1615年）に小早川秀秋の助力によって伏見城の客殿を移築したもの。平瓦葺き[2][3]。扁額「御祈祷処」は伏見常照院宮の筆である。
- 庫裏
- 書院
- 庭園 - 池泉鑑賞式庭園。
- 五重石塔
- 鐘楼 - 寛永18年（1642年）再建。梵鐘は太平洋戦争中の金属供出により失われたため、1973年（昭和48年）に京都工芸繊維大学教授青木一郎の音響設計により鋳造されたもの[2]。
- 妙見堂 - 妙見菩薩を祀る[4]。慶長年間（1596年 - 1615年）に保津川が洪水を起こした際に流れてきた妙見菩薩像を角倉町の船頭が拾い、同町の集会所に祀られていたものを、享和年間（1801年 - 1804年）に第22世日報の時に現在地に遷座した。御所から見て西の方角に当たることから「酉（とり）の妙見菩薩」と呼ばれ、参拝者で賑わった。洛陽十二支妙見めぐり・酉（西）の札所。
  - 拝殿 - 1928年（昭和3年）建立。
- 多宝塔（重要文化財） - 元和6年（1620年）8月建立。高さ12m、方三間、重層、宝形造、檜皮葺[5]。勅額「並尊閣」は霊元上皇の宸筆である。
- 開山堂
- 歌仙祠（謌僊祠 かせんし） - 1890年（明治23年）建立。1994年（平成6年）改築。藤原定家、藤原家隆像が納められている。扁額「歌遷祠」は富岡鉄斎の筆である。
- 時雨亭跡 - 藤原定家が小倉百人一首を編纂した小倉山荘「時雨亭」跡とされる場所。太平洋戦争前までは庵室が建っていたが、台風により倒壊したとされる[6]。他に二尊院と厭離庵も時雨亭跡の候補地とされる。
- 春照坊 - 塔頭。
- 仁王門 - 南北朝時代の貞和年間（1345年 - 1350年）に本圀寺の南門として建立されたものを、元和2年（1616年）に現在地に移築した。藁葺き。
  - 仁王像 - 福井県小浜市の日蓮宗寺院・長源寺から移された。寺伝に運慶作というが実際の作者は不明。足腰の病を癒やすとされ、信徒が奉納したわらじが壁に掛けられている[7]。
- 定家山荘跡石碑 - 藤原定家の小倉山荘「時雨亭」は実際は常寂光寺境内の北側から二尊院境内の南側にあったとされる。歌仙祠で祀られている藤原定家像は元々この場所にあった祠に祀られていた。
- 展示場
- 山門 - 江戸時代後期に改築されたもの[8]。

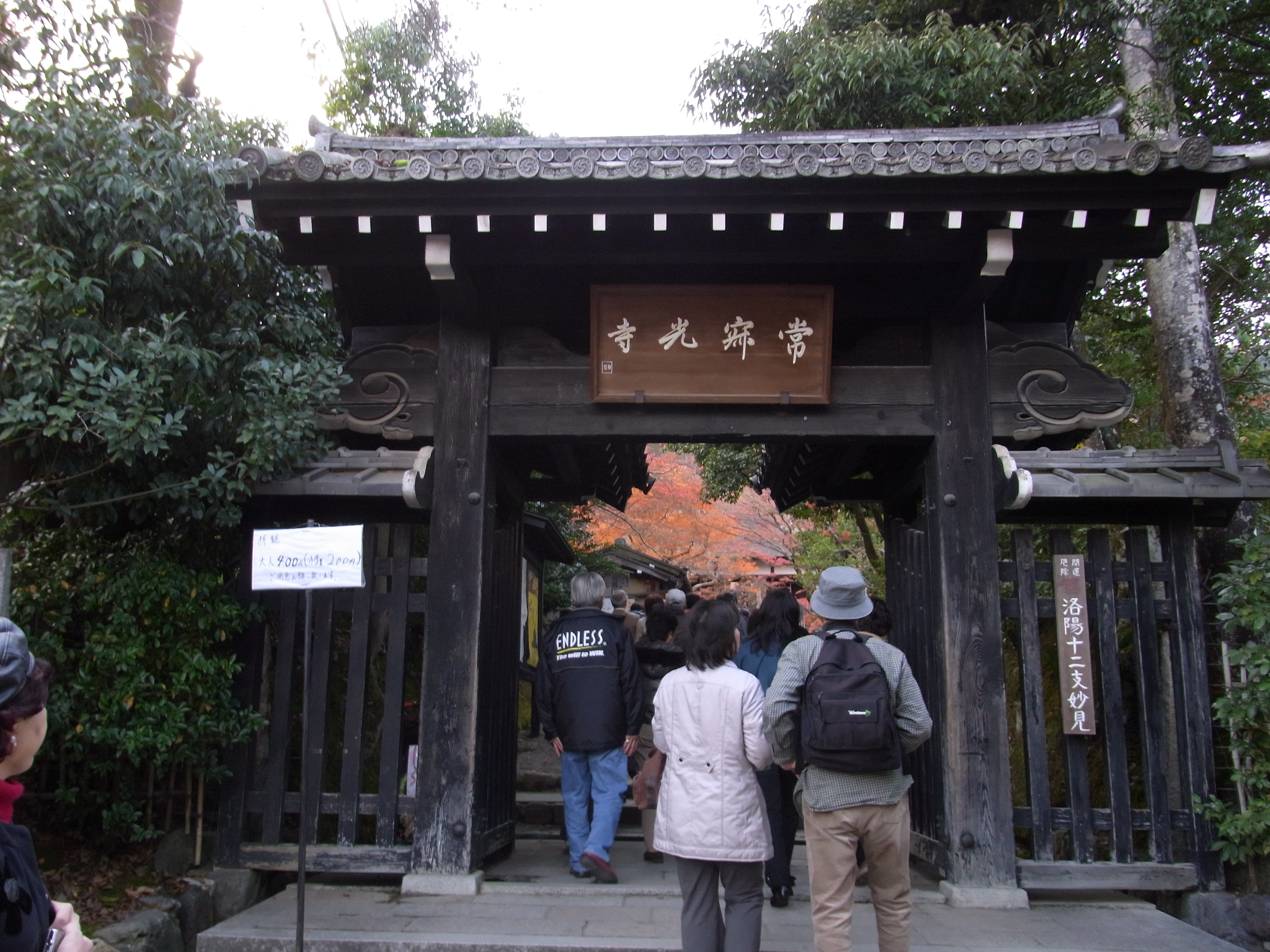
山門
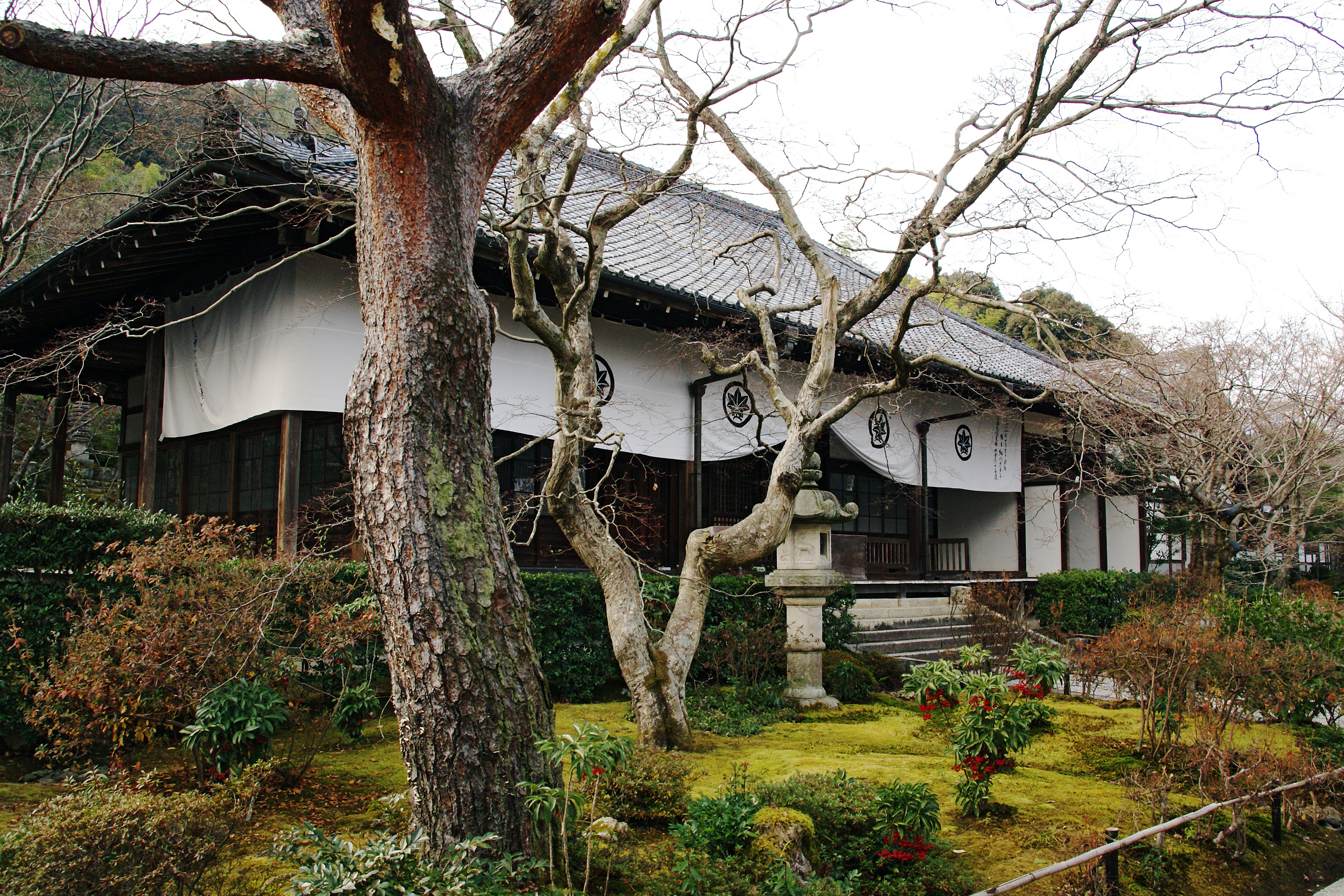
本堂
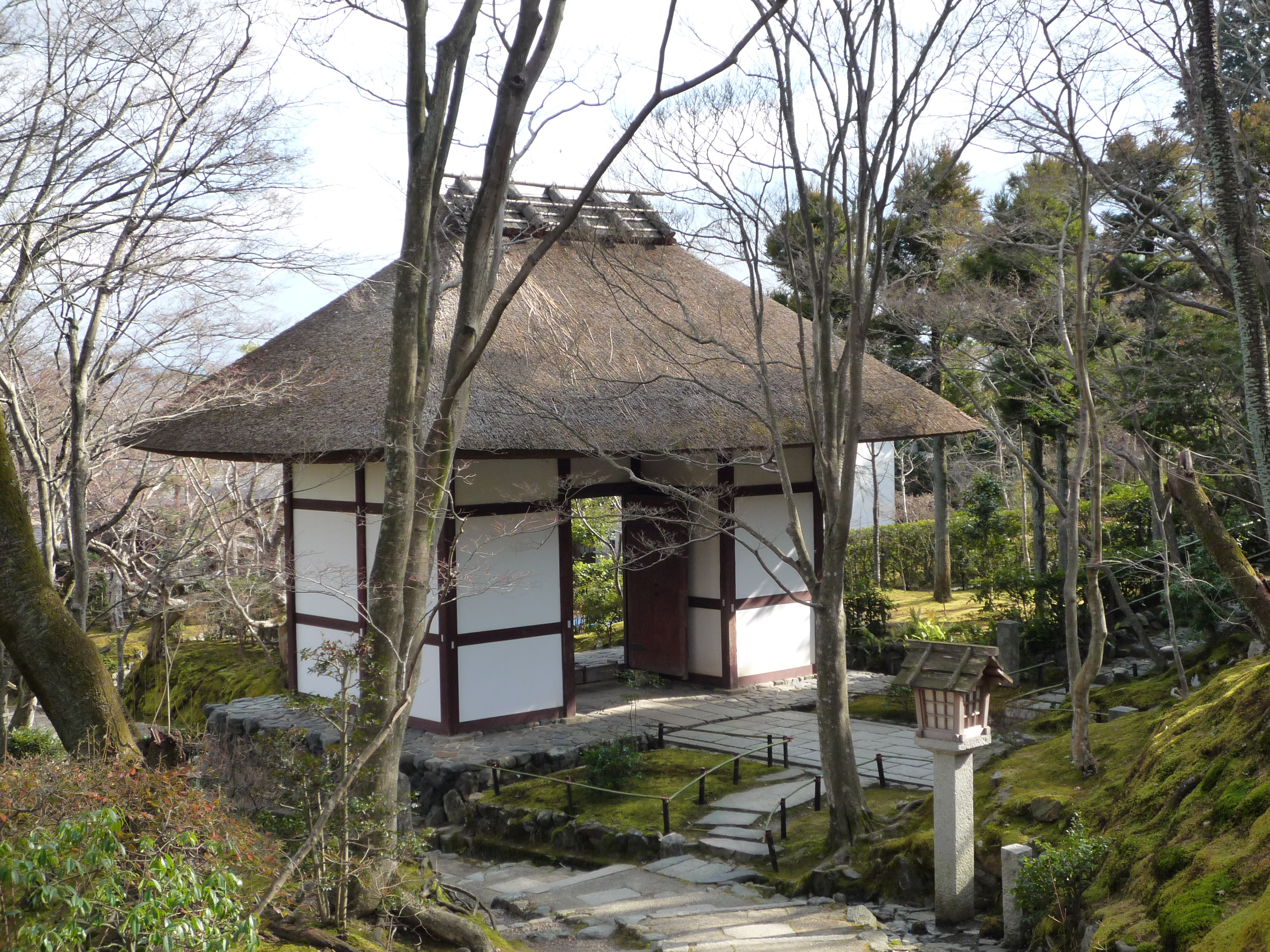
仁王門
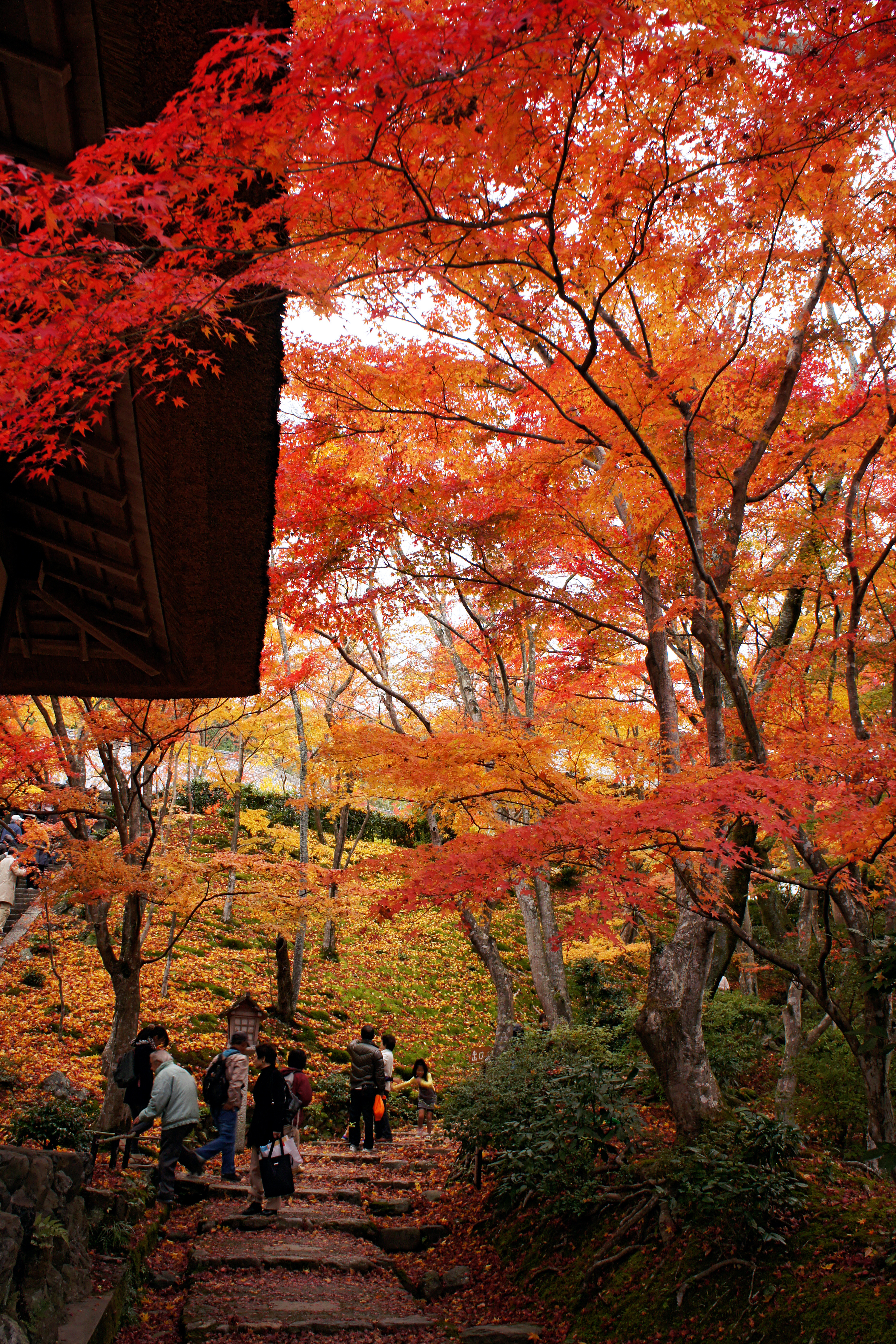
仁王門前
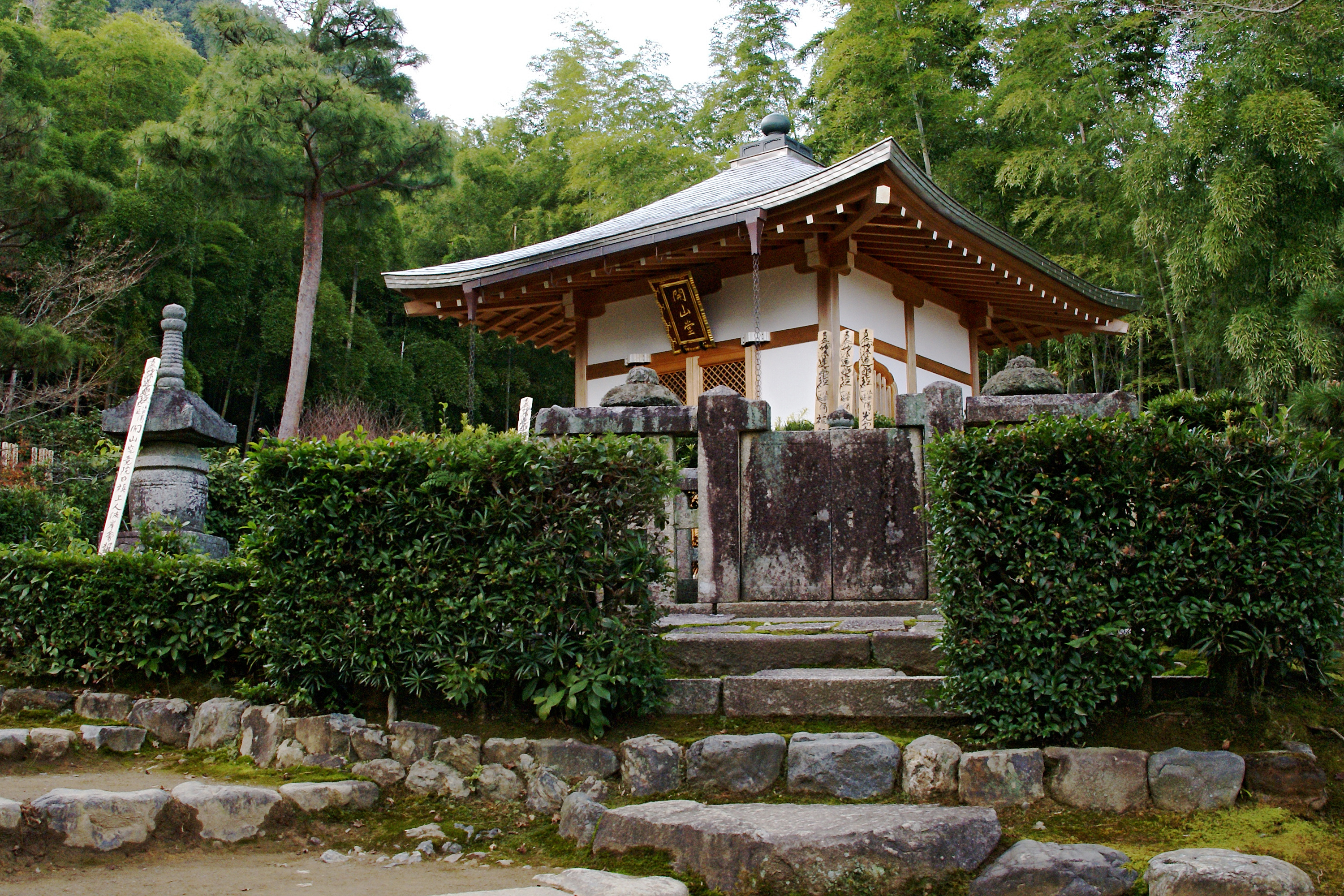
開山堂
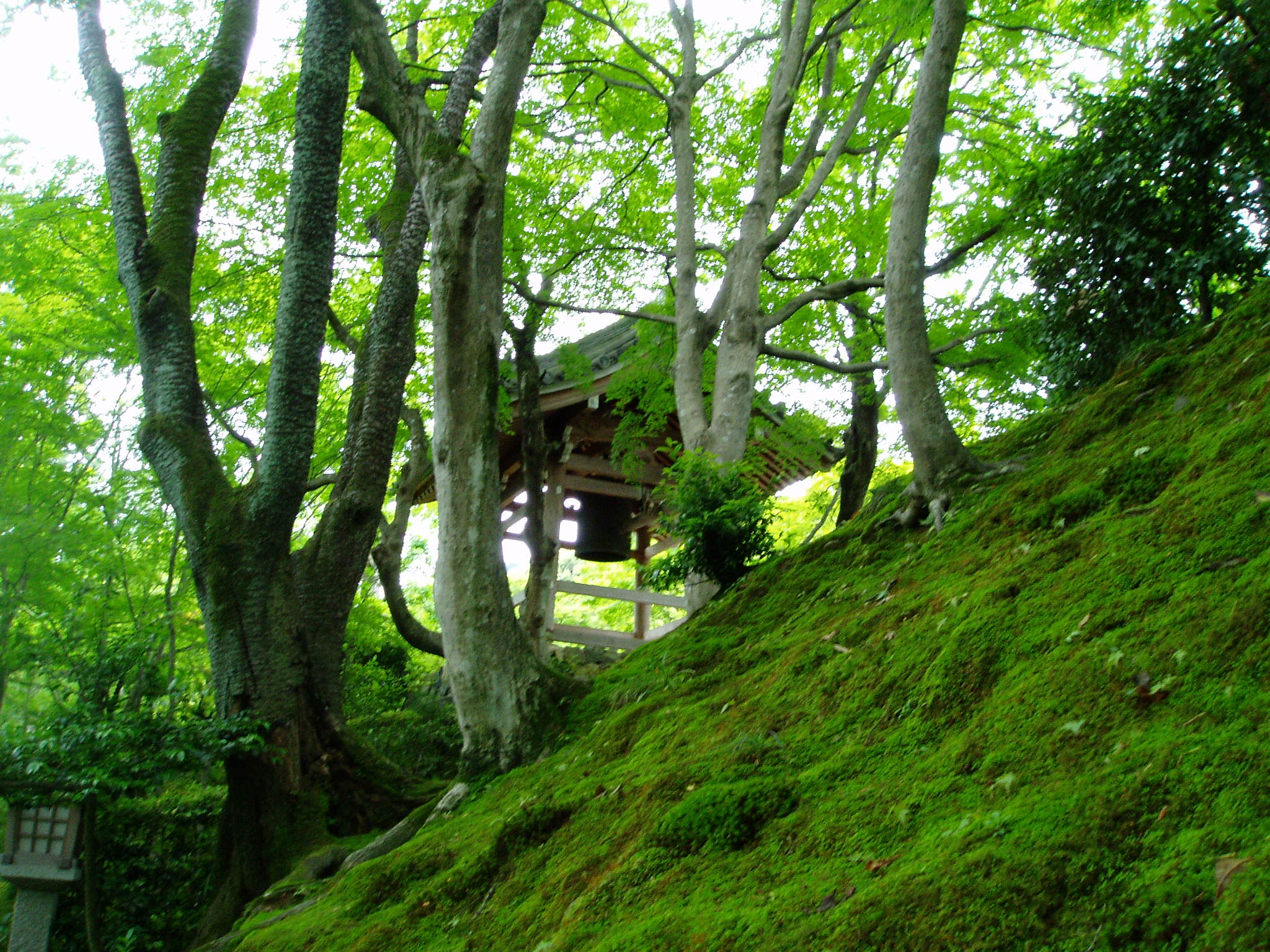
鐘楼
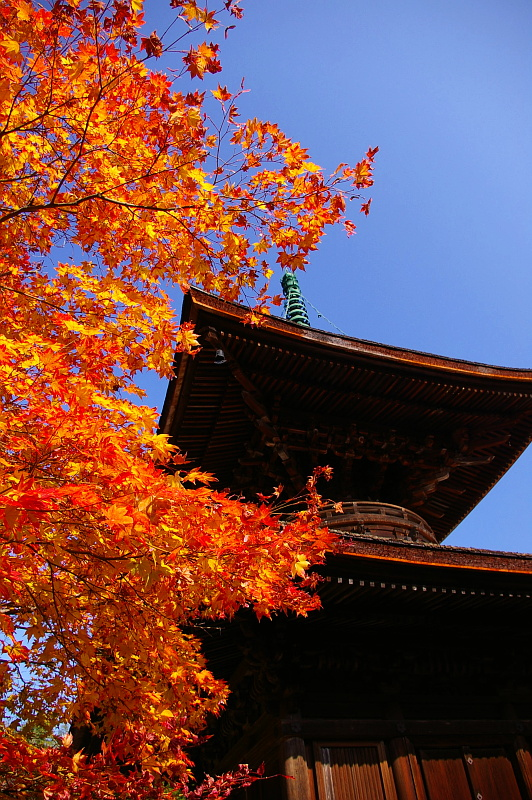
多宝塔 紅葉の季節
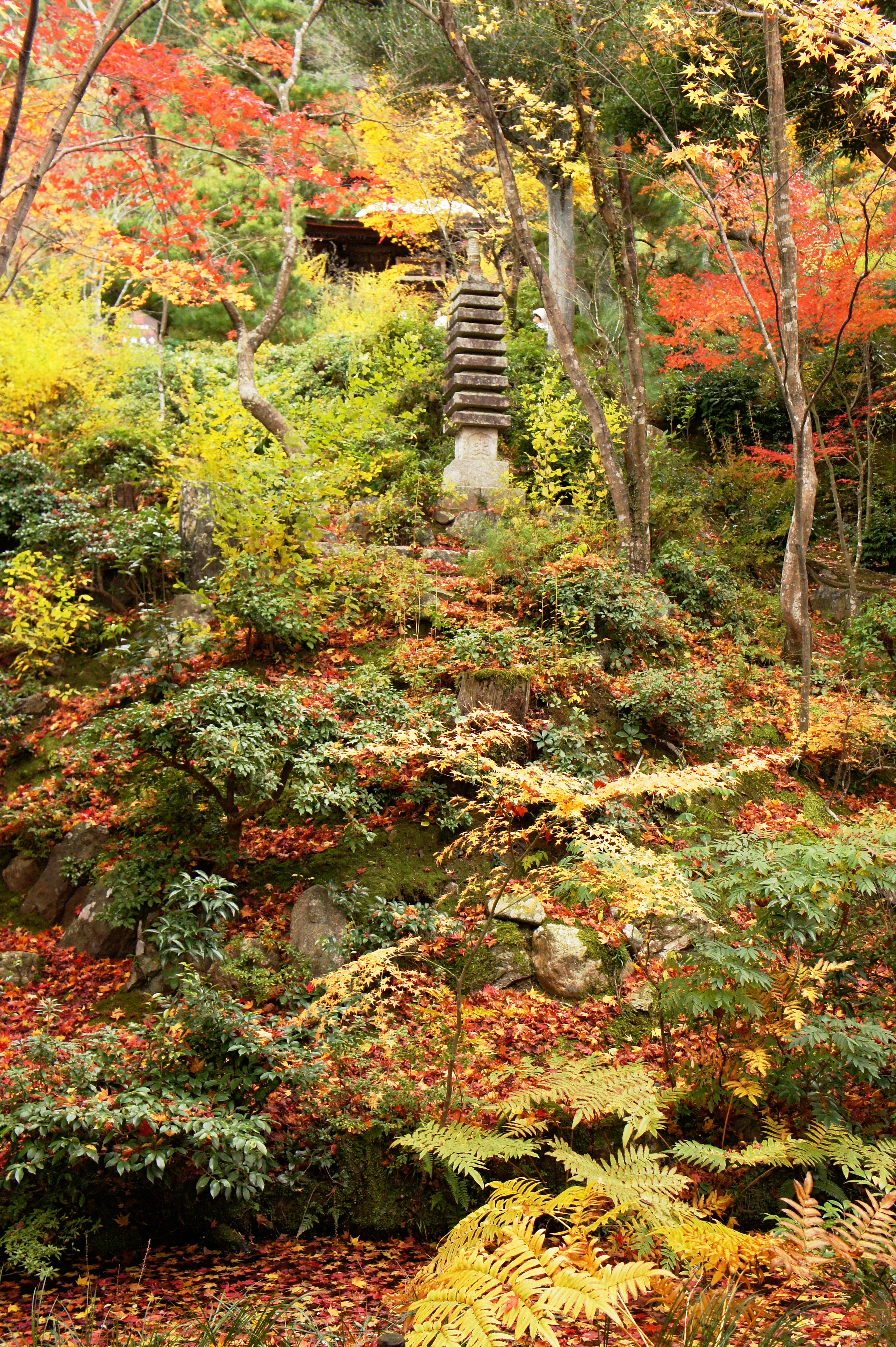
庭園

## 文化財

### 重要文化財
- 多宝塔

## 前後の札所
洛陽十二支妙見めぐり・酉（西）

## 小倉山
『小倉百人一首』の中に詠まれている和歌の中に、宇多法皇が嵯峨・大堰川へ行幸した時、あまりの紅葉の美しさに、「息子の醍醐天皇にも見せたい」と言ったのを、供をしていた藤原忠平が宇多法皇の気持ちを和歌に託して詠んだものがある。小倉山は、歌枕としても有名で、多くの和歌に詠まれている。
- 小倉山　峰のもみじ葉　心あらば　今ひとたびの　みゆき待たなむ
"小倉山の峰の紅葉よ、もしお前に優しい心があるならば、もう一度行幸があるまで、散らずに美しいままで待っていてくれ"
- 忍ばれむ　物ともなしに　小倉山　軒端の松ぞ　なれてひさしき
この藤原定家の歌より常寂光寺は別名「軒端寺」（のきばじ）とも呼ばれている。

## 交通アクセス
- JR山陰本線「嵯峨嵐山駅」徒歩約15分
- 京福電鉄（嵐電）嵐山本線「嵐山駅」徒歩約20分